# Linh dương dik-dik lông bạc
Linh dương dik-dik lông bạc (Madoqua piacentinii) là một loài động vật có vú trong họ Bovidae, bộ Artiodactyla. Loài này được Drake-Brockman mô tả năm 1911.